# 拉莫特塞沃莱克斯
拉莫特塞沃莱克斯（法語：La Motte-Servolex，法語發音：[la mɔt sɛʁvɔlɛks]），法国东部城市，奥弗涅-罗讷-阿尔卑斯大区萨瓦省的一个市镇，隶属于尚贝里区，其市镇面积为29.85平方公里，2022年1月1日时人口数量为12,167人，是该省人口第四多的市镇，在法国城市中排名第794位。
拉莫特塞沃莱克斯位于萨瓦省西部，省会尚贝里市区西北部，是尚贝里的一个卫星城，两地间有多条公交线路。

## 地名来源
“Servolex”一名最初于中世纪中期以“Cervollay”的形式被记载，该名称的来源及含义尚有待考证。萨伏依地区法语地名末尾的“x”在一般情况下不发音，不过该地名“La Motte-Servolex”末尾的“x”一般发音。
拉莫特塞沃莱克斯所处区域历史上曾通行法兰克-普罗旺斯语，“La Motte-Servolex”对应的该语言的维基百科中被标记为“La Mota-Cèrvolê”。
此外，因翻译标准不同，“La Motte-Servolex”在中文谷歌地图及部分中文资料中被译为带有连字号的拉莫特-塞沃莱克斯。

## 历史

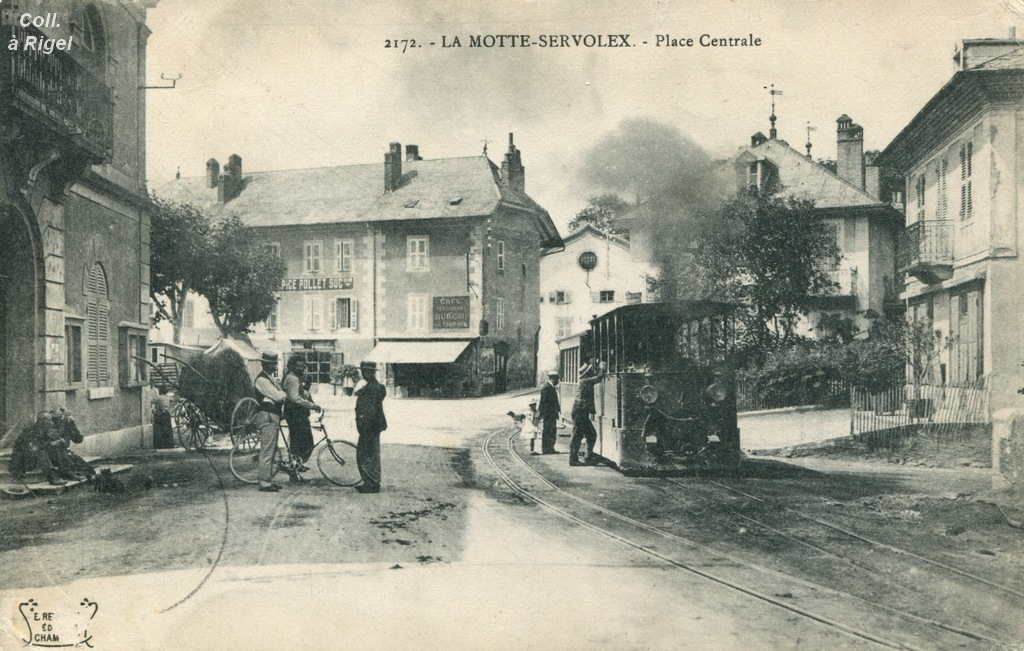
20世纪初的拉莫特塞沃莱克斯镇中心

拉莫特塞沃莱克斯的早期历史尚不清楚，该区域最初的聚落记载出现于公元12世纪，彼时当地的一块山麓地带兴建了拉莫特修道院。中世纪中后期，该地长期为萨瓦伯爵的一处领地。1716年，领主圣叙尔皮斯的蒙福尔（Montfort de Saint-Sulpice）购买了拉莫特，该地由此更名为“拉莫特蒙福尔”（La Motte-Montfort）。法国大革命后，萨瓦国被法军攻陷，拉莫特蒙福尔自1793年起成为勃朗峰省的一部分。1794年，塞沃莱克斯并入拉莫特蒙福尔，当地的官方名称变成“La Motte-Montfort-Servolex”，1806年简化为今名。拿破仑滑铁卢战役失败后，根据《1815年巴黎条约》，勃朗峰省被撒丁王国控制，拉莫特塞沃莱克斯被划入塔朗泰斯谷省。1860年《都灵条约》签订后，原勃朗峰省区域归还法国并被重新划分，拉莫特塞沃莱克斯被划入萨瓦省。1925年，原拉莫特修道院被改建为施洗约翰教堂。自20世纪中后期起，得益于尚贝里的城市扩张，拉莫特塞沃莱克斯人口数量逐年增加，当地兴建了多处居民区及公共建筑，其中市政厅大楼于1992年建成投入使用。
在地方历史研究方面，当地的地方文化爱好者于1984年创建了“县域知识”协会（L'association Connaissance du Canton）。

## 地理

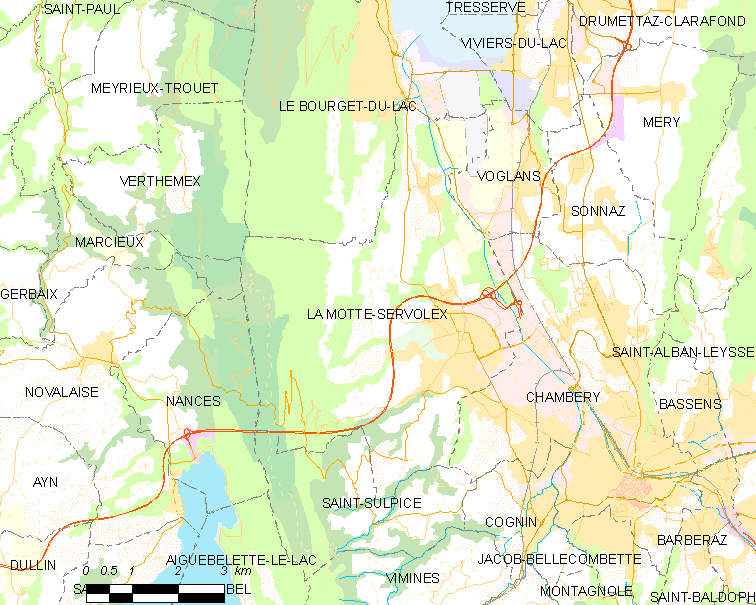
拉莫特塞沃莱克斯市镇范围地图

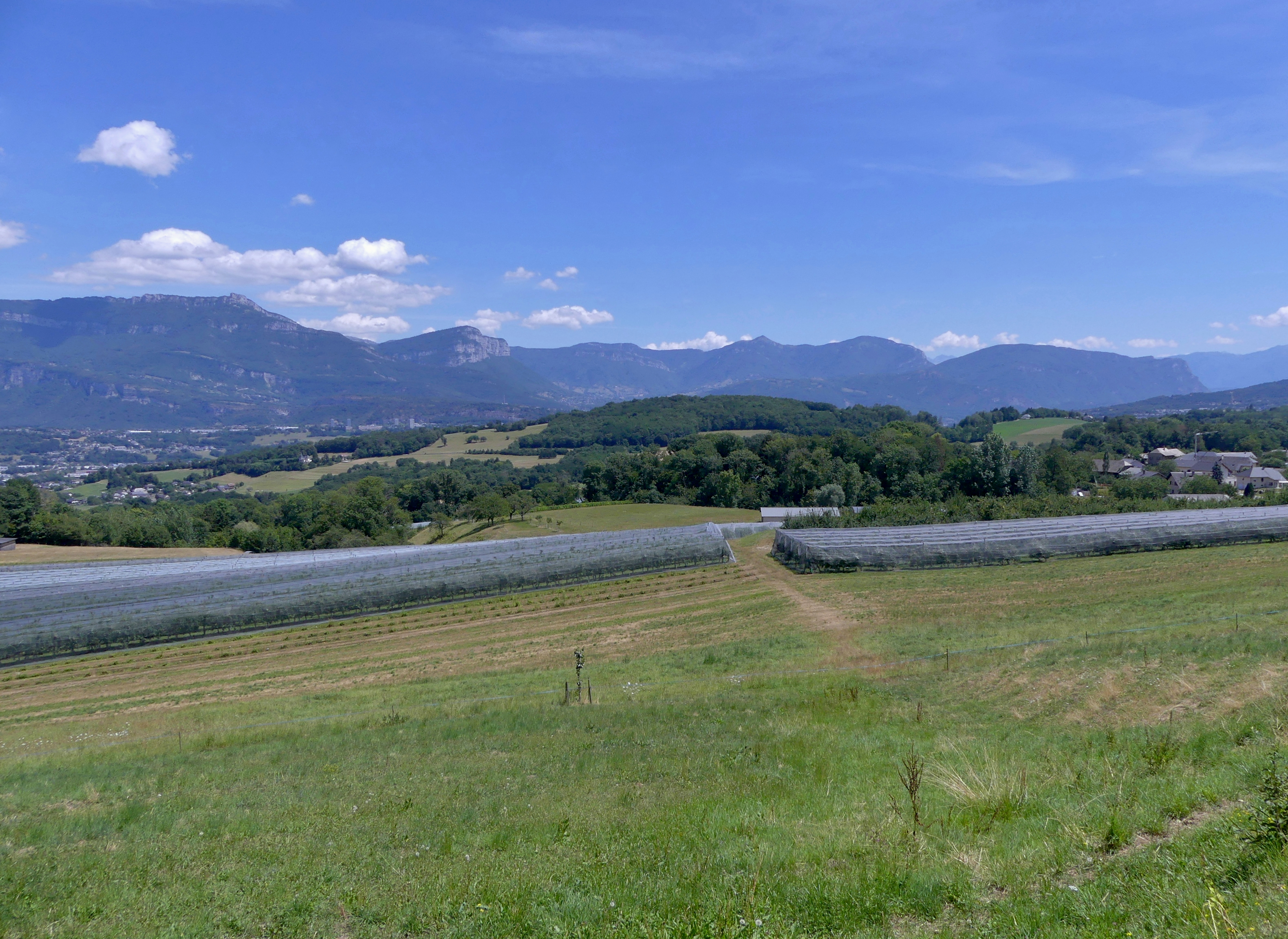
拉莫特塞沃莱克斯附近的自然景观

拉莫特塞沃莱克斯位于法国东部偏南，奥弗涅-罗讷-阿尔卑斯大区东部和萨瓦省西部，距离省会尚贝里大约6公里。与拉莫特塞沃莱克斯接壤的市镇包括：尚贝里、韦尔特梅克斯、滨湖勒布尔歇、沃格朗、马尔雪、楠斯和圣叙尔皮斯。

### 地形
拉莫特塞沃莱克斯位于阿尔卑斯山西侧边缘地带，市区位于埃皮讷山东侧的山前冲积平原地带，境内以平原和山地为主，市镇中心地势较为平坦，西侧为地形复杂的山地，全境海拔在232到1,440米之间。

### 水文
拉莫特塞沃莱克斯位于罗讷河流域范围内，莱斯河自南向北流经市镇范围东侧，其左岸有多条支流流经镇中心。

### 植被
拉莫特塞沃莱克斯属于温带阔叶混交林区，部分高海拔地区可能有针叶林分布，林地主要分布于市区西部的埃皮讷山的山麓地带。
在鲜花城市的评比中，拉莫特塞沃莱克斯被评为3星级鲜花城市。

### 气候
拉莫特塞沃莱克斯在柯本气候分类法中属于带有大陆性及山地特征的温带海洋性气候（Cfb），因地形原因，当地有较为明显的焚风气象。
拉莫特塞沃莱克斯境内设有气象站，以下为该气象站的数据（其中日照数据取自尚贝里-艾克斯莱班气象站）：
| 拉莫特塞沃莱克斯 1981年－2019年 | 拉莫特塞沃莱克斯 1981年－2019年 | 拉莫特塞沃莱克斯 1981年－2019年 | 拉莫特塞沃莱克斯 1981年－2019年 | 拉莫特塞沃莱克斯 1981年－2019年 | 拉莫特塞沃莱克斯 1981年－2019年 | 拉莫特塞沃莱克斯 1981年－2019年 | 拉莫特塞沃莱克斯 1981年－2019年 | 拉莫特塞沃莱克斯 1981年－2019年 | 拉莫特塞沃莱克斯 1981年－2019年 | 拉莫特塞沃莱克斯 1981年－2019年 | 拉莫特塞沃莱克斯 1981年－2019年 | 拉莫特塞沃莱克斯 1981年－2019年 | 拉莫特塞沃莱克斯 1981年－2019年 |
| 月份                            | 1月                             | 2月                             | 3月                             | 4月                             | 5月                             | 6月                             | 7月                             | 8月                             | 9月                             | 10月                            | 11月                            | 12月                            | 全年                            |
| ------------------------------- | ------------------------------- | ------------------------------- | ------------------------------- | ------------------------------- | ------------------------------- | ------------------------------- | ------------------------------- | ------------------------------- | ------------------------------- | ------------------------------- | ------------------------------- | ------------------------------- | ------------------------------- |
| 历史最高温 °C（°F）             | 16.6 (61.9)                     | 20.6 (69.1)                     | 26 (79)                         | 29.2 (84.6)                     | 33.1 (91.6)                     | 36.7 (98.1)                     | 37.9 (100.2)                    | 39.7 (103.5)                    | 31.3 (88.3)                     | 29.2 (84.6)                     | 21.8 (71.2)                     | 21.5 (70.7)                     | 39.7 (103.5)                    |
| 平均高温 °C（°F）               | 5.6 (42.1)                      | 8.3 (46.9)                      | 12.9 (55.2)                     | 16.5 (61.7)                     | 21.2 (70.2)                     | 24.7 (76.5)                     | 27.2 (81.0)                     | 26.7 (80.1)                     | 22.1 (71.8)                     | 16.9 (62.4)                     | 9.9 (49.8)                      | 6 (43)                          | 16.5 (61.7)                     |
| 日均气温 °C（°F）               | 2.5 (36.5)                      | 4.3 (39.7)                      | 7.9 (46.2)                      | 11.1 (52.0)                     | 15.7 (60.3)                     | 18.9 (66.0)                     | 21.2 (70.2)                     | 20.8 (69.4)                     | 16.9 (62.4)                     | 12.7 (54.9)                     | 6.6 (43.9)                      | 3.2 (37.8)                      | 11.8 (53.2)                     |
| 平均低温 °C（°F）               | −0.6 (30.9)                     | 0.3 (32.5)                      | 2.9 (37.2)                      | 5.7 (42.3)                      | 10.1 (50.2)                     | 13.1 (55.6)                     | 15.2 (59.4)                     | 14.9 (58.8)                     | 11.6 (52.9)                     | 8.4 (47.1)                      | 3.4 (38.1)                      | 0.4 (32.7)                      | 7.1 (44.8)                      |
| 历史最低温 °C（°F）             | −18 (0)                         | −13.5 (7.7)                     | −9 (16)                         | −4 (25)                         | 0.5 (32.9)                      | 4 (39)                          | 7 (45)                          | 6.2 (43.2)                      | 2.6 (36.7)                      | −2.6 (27.3)                     | −9 (16)                         | −11.3 (11.7)                    | −18 (0)                         |
| 平均降水量 mm（）               | 124 (4.9)                       | 111.1 (4.37)                    | 112.4 (4.43)                    | 110.1 (4.33)                    | 111.7 (4.40)                    | 111.2 (4.38)                    | 97.3 (3.83)                     | 106.6 (4.20)                    | 124 (4.9)                       | 129.5 (5.10)                    | 125.3 (4.93)                    | 128.6 (5.06)                    | 1,391.8 (54.80)                 |
| 月均日照時數                    | 77.7                            | 104.4                           | 156.7                           | 172.8                           | 202.5                           | 234                             | 260.1                           | 232.5                           | 176.3                           | 121.4                           | 71.2                            | 60.6                            | 1,870.2                         |
| 来源：infoclimat.fr             |                                 |                                 |                                 |                                 |                                 |                                 |                                 |                                 |                                 |                                 |                                 |                                 |                                 |

## 行政区划
拉莫特塞沃莱克斯的市镇编号为73179，邮政编号为73290。
在行政管理方面，拉莫特塞沃莱克斯隶属于法国奥弗涅-罗讷-阿尔卑斯大区萨瓦省尚贝里区；在地方选举方面，拉莫特塞沃莱克斯是拉莫特塞沃莱克斯县的中央投票站所在地，其市镇范围全境被划入萨瓦省第一选区；在社会管理方面，拉莫特塞沃莱克斯是大尚贝里城市圈公共社区的组成部分。
截至2023年7月，拉莫特塞沃莱克斯市镇范围内暂无城市敏感街区及城市政策优先街区。
法国国家统计与经济研究所（简称）在进行数据统计时，将拉莫特塞沃莱克斯及相邻的另外34个市镇设为尚贝里城市核心区，并将包括核心区在内的周边共84个市镇划为尚贝里城市区。自2020年起，尚贝里城市区被包含115个市镇的尚贝里城市辐射区代替。此外，还将拉莫特塞沃莱克斯市镇分为了四个“块区”（IRIS），以便于统计人口分布情况。

## 交通

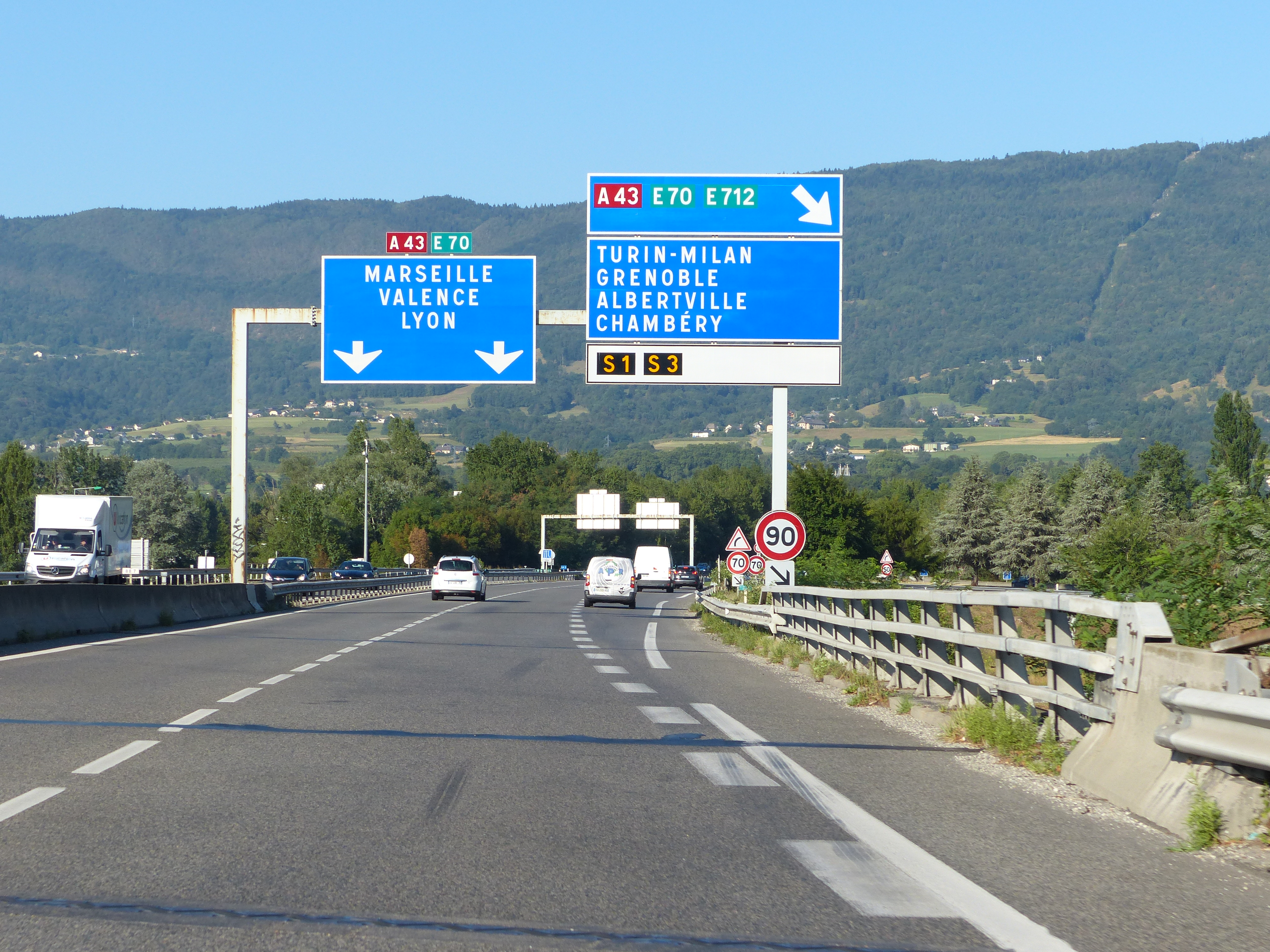
A41高速公路南端连接A43的两条匝道

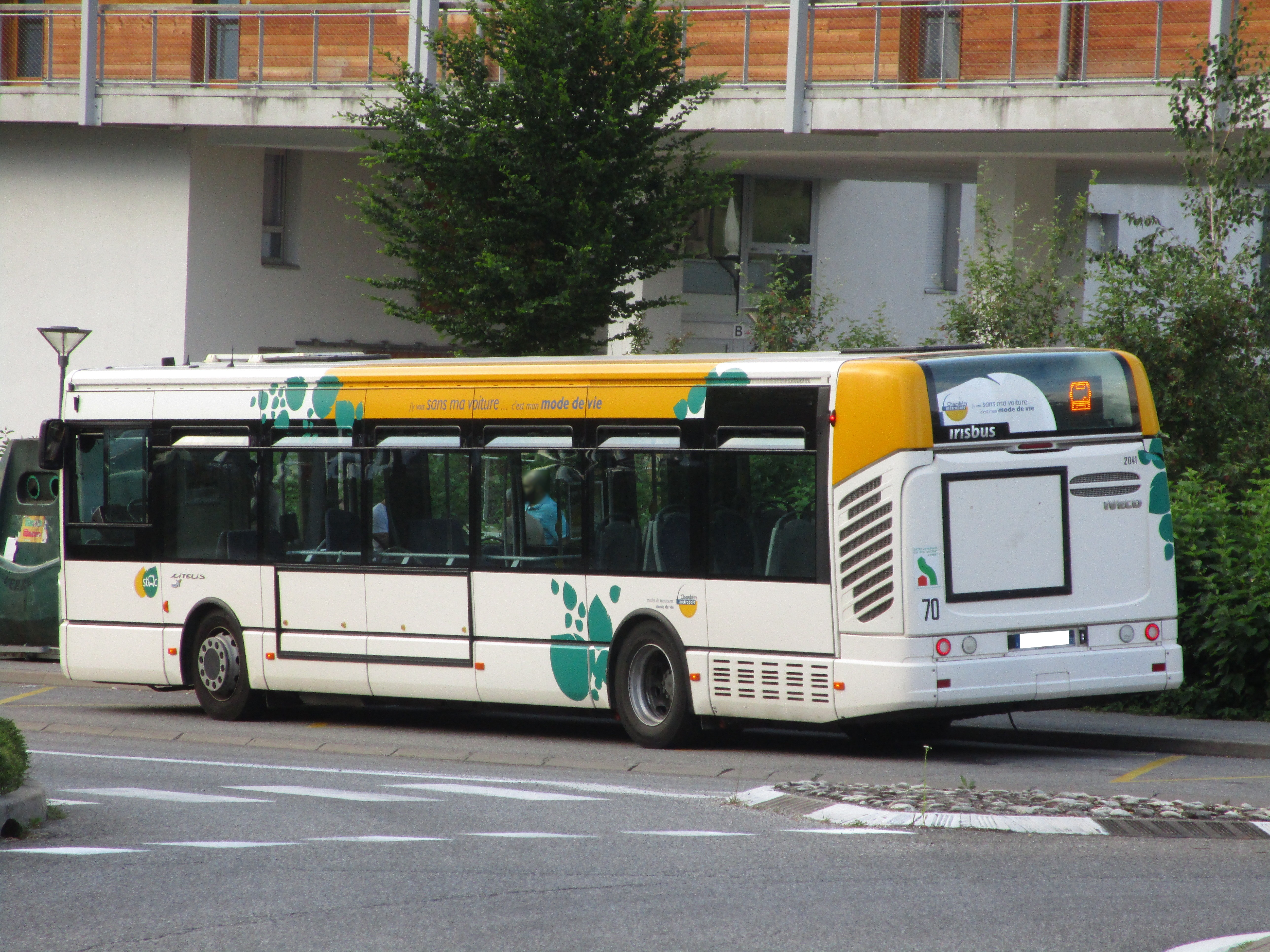
街头的一辆公共汽车

### 公路
A41和A43两条高速公路在拉莫特塞沃莱克斯境内北部对接，另有萨瓦省省道D1线、D1B线、D3线、D13线、D14线、D15线和D916线在拉莫特塞沃莱克斯境内交汇。奥弗涅-罗讷-阿尔卑斯大区下属的城际客运提供校车线路，可前往周边部分市镇。
| 14 | 3.3 |

| 尚贝里 | 5.3 |

| 艾克斯莱班 | 15 |

| 耶讷 | 20 |

2019年，86.2%的拉莫特塞沃莱克斯家庭拥有至少一辆私人汽车。2021年，拉莫特塞沃莱克斯境内共发生各类交通事故5起，造成10人受伤，其中3人重伤。

### 铁路
距离拉莫特塞沃莱克斯最近的运营中的客运车站为5公里外的尚贝里-沙勒莱索站。该站停靠往返于巴黎和米兰一线的高速列车，以及前往里昂、瓦朗斯、阿讷西、圣莫里斯堡、莫达讷及日内瓦等地的区域列车。

### 航空
拉莫特塞沃莱克斯距离里昂圣埃克絮佩里机场和日内瓦机场的公路里程分别约84公里和89公里。

### 城市公共交通
拉莫特塞沃莱克斯是尚贝里城市公共交通（商业名称为）的服务范围，后者是大尚贝里城市圈公共社区的城市公共交通系统。截至2023年7月，该系统共包括数十条公交线路，其中公交A线、D线和1路、4路经过拉莫特塞沃莱克斯市区。

## 政治

### 市政内阁

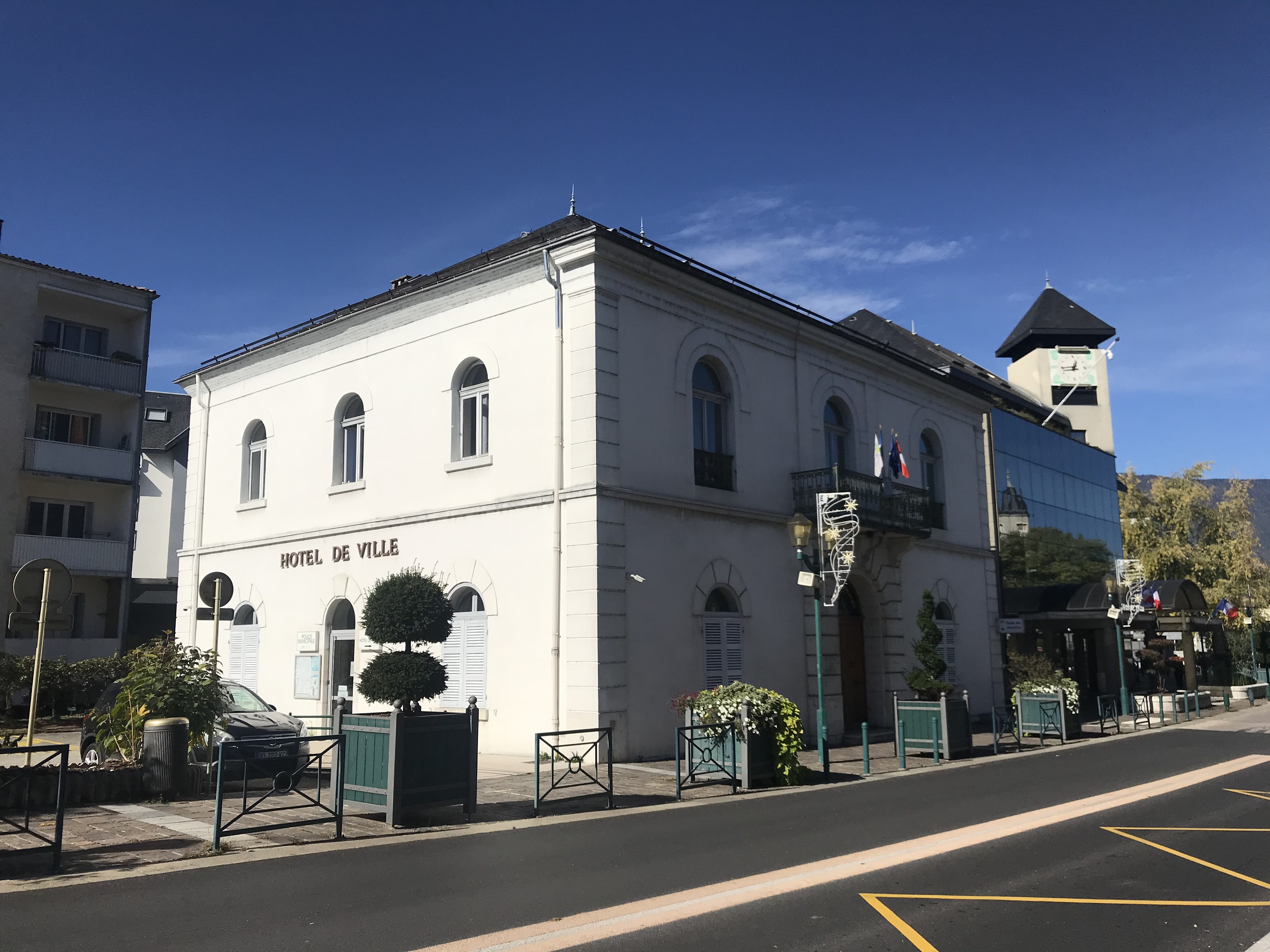
拉莫特塞沃莱克斯市政厅

拉莫特塞沃莱克斯的现任市长为吕克·贝尔图先生（Luc BERTHOUD），他是一名右翼无党派人士，在2020年的市政选举中获得了100.00%的支持率（无其他候选人）。
| 拉莫特塞沃莱克斯历届市长 | 拉莫特塞沃莱克斯历届市长     | 拉莫特塞沃莱克斯历届市长                     |
| 任期                     | 市长                         | 党派                                         |
| ------------------------ | ---------------------------- | -------------------------------------------- |
| 1945年－1965年           | Jean CABAUD 让·卡博          | DVD右翼无党派人士                            |
| 1965年－1986年           | Jacques HOCHARD 雅克·奥沙尔  | CD法国民主中心 →UDF法国民主联盟              |
| 1986年－2001年           | Jean GERMAIN 让·热耳曼       | UDF法国民主联盟                              |
| 2001年－2008年           | Gérard PERRIER 热拉尔·佩里耶 | Les Verts绿党                                |
| 2008年－                 | Luc BERTHOUD 吕克·贝尔图     | UMP人民运动联盟 →LR共和黨 →DVD右翼无党派人士 |

### 各级选举
| 拉莫特塞沃莱克斯历届投票选举结果 | 拉莫特塞沃莱克斯历届投票选举结果 | 拉莫特塞沃莱克斯历届投票选举结果 | 拉莫特塞沃莱克斯历届投票选举结果 | 拉莫特塞沃莱克斯历届投票选举结果 | 拉莫特塞沃莱克斯历届投票选举结果 | 拉莫特塞沃莱克斯历届投票选举结果 | 拉莫特塞沃莱克斯历届投票选举结果 | 拉莫特塞沃莱克斯历届投票选举结果 | 拉莫特塞沃莱克斯历届投票选举结果 |
| 选举项目                         | 选举范围                         | 选区单位                         | 选区单位内的选举结果             | 选区单位内的选举结果             | 选区单位内的选举结果             | 选区单位内的选举结果             | 选区单位内的选举结果             | 选区单位内的选举结果             | 参考资料                         |
| 选举项目                         | 选举范围                         | 选区单位                         | 第一轮胜出者                     | 第一轮胜出者                     | 支持率                           | 第二轮胜出者                     | 第二轮胜出者                     | 支持率                           | 参考资料                         |
| -------------------------------- | -------------------------------- | -------------------------------- | -------------------------------- | -------------------------------- | -------------------------------- | -------------------------------- | -------------------------------- | -------------------------------- | -------------------------------- |
| 2017年法國總統選舉               | 法國                             | 市镇                             |                                  | 埃马纽埃尔·马克龙                | 25.51%                           |                                  | 埃马纽埃尔·马克龙                | 66.04%                           | [ 30 ]                           |
| 2017年法国立法选举               | 萨瓦省第一选区                   | 市镇                             |                                  | 蒂法妮·德瓜                      | 34.2%                            |                                  | 多米尼克·多尔                    | 52.34%                           | [ 30 ]                           |
| 2019年欧洲议会选举               | 法國                             | 市镇                             |                                  | 纳塔莉·卢瓦索                    | 27.26%                           | （不适用）                       | （不适用）                       | （不适用）                       | [ 32 ]                           |
| 2021年法国省级选举               | 萨瓦省                           | 县                               |                                  | 吕克·贝尔图 娜塔莉·方丹          | 83.00%                           | （不适用）                       | （不适用）                       | （不适用）                       | [ 33 ]                           |
| 2021年法国省级选举               | 萨瓦省                           | 市镇                             |                                  | 吕克·贝尔图 娜塔莉·方丹          | 86.62%                           | （不适用）                       | （不适用）                       | （不适用）                       | [ 33 ]                           |
| 2021年法国大区选举               |                                  | 市镇                             |                                  | 洛朗·沃基耶                      | 47.17%                           |                                  | 洛朗·沃基耶                      | 58.42%                           | [ 34 ]                           |
| 2022年法国总统选举               | 法國                             | 市镇                             |                                  | 埃马纽埃尔·马克龙                | 30.81%                           |                                  | 埃马纽埃尔·马克龙                | 61.41%                           | [ 30 ]                           |
| 2022年法国立法选举               | 萨瓦省第一选区                   | 市镇                             |                                  | 玛丽娜·费拉里                    | 29.13%                           |                                  | 玛丽娜·费拉里                    | 60.86%                           | [ 30 ]                           |

## 人口
2020年，拉莫特塞沃莱克斯市镇人口数量为12,377，在法国排名第794位。其中男性5,717人，女性6,403人，75岁及以上人口占8.5%，外籍人口数量为296人，人口密度为415人/平方公里，当地居民被称为（男性）或（女性）。2020年，拉莫特塞沃莱克斯境内出生102人，死亡人口124人。
| 拉莫特塞沃莱克斯1901年－2020年人口变化情况 |
|                                            |
| 数据来源：Cassini、INSEE                   |

## 经济

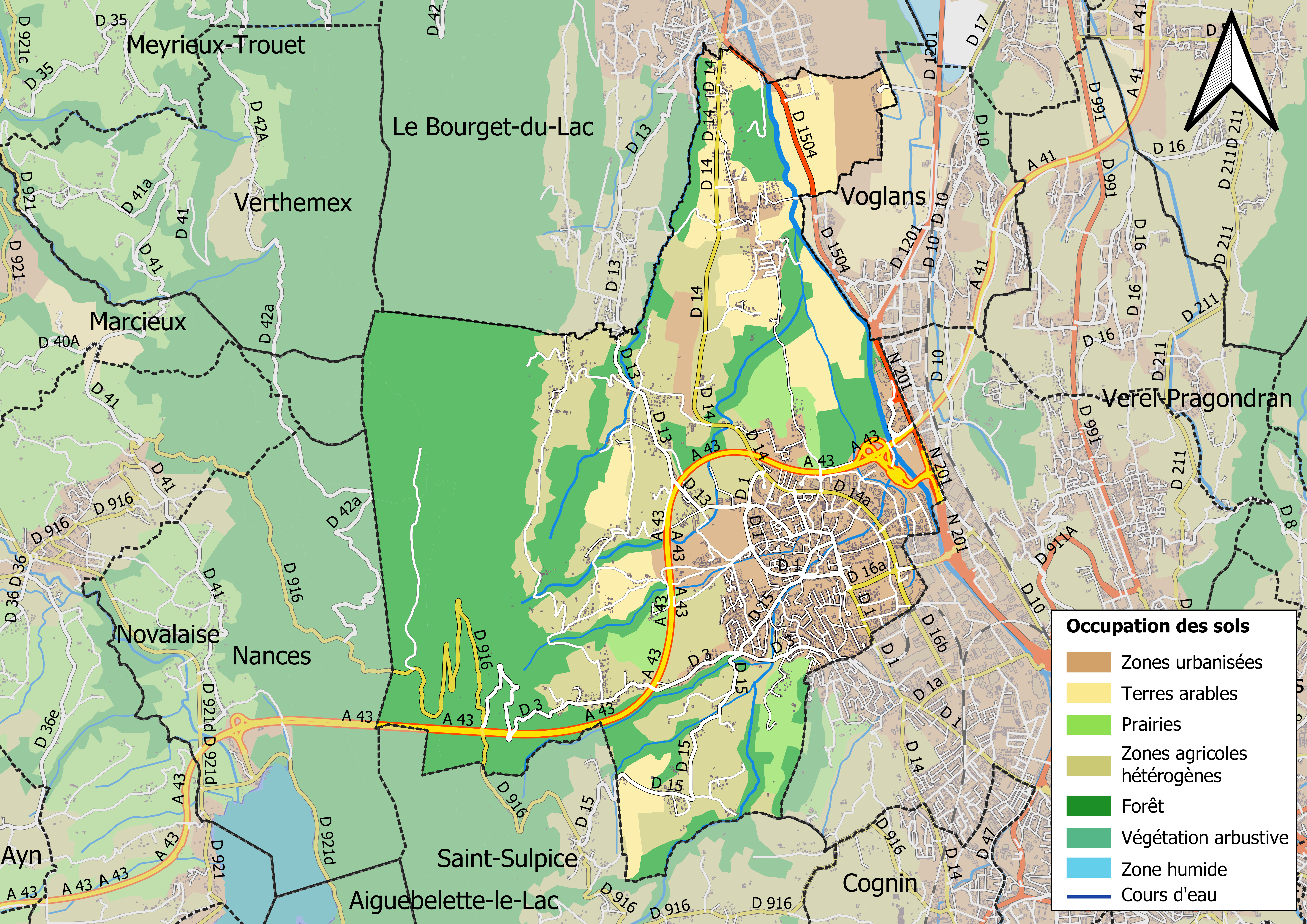
拉莫特塞沃莱克斯土地利用情况地图

拉莫特塞沃莱克斯是一个区域性的中心城市。截至2023年7月，拉莫特塞沃莱克斯市镇范围内共有各类用人单位（包含自雇）1,925家，平均历史为16年，其中96.02%为中小型企业（PME），2023年5月至7月间，当地的经济活力指数为-0.05%。（汽车销售）、（汽车销售）及（汽车销售）是当地2021年营业额最高的三个企业，分别为405,330,254欧元、80,528,924欧元和57,259,410欧元。

## 财政与居民收入
2021年，拉莫特塞沃莱克斯的财政收入总额为13,159,800欧元，财政支出总额为9,549,960欧元，当年的债务总额为2,045,190欧元。2021年，拉莫特塞沃莱克斯市镇通过增值税获得275,910欧元的收入，此外当地还共获得了568,060欧元的国家直接财政补助。
2019年，拉莫特塞沃莱克斯的人均月收入总额为2,388欧元，其中高级职员为4,024欧元，低于法国平均水平（4,230欧元）；中级职员为2,275欧元，低于法国平均水平（2,411欧元）；普通职员为1,799欧元，高于法国平均水平（1,740欧元）。
2019年，拉莫特塞沃莱克斯境内的贫困率为6%，青壮年（15至64岁）失业率为9.1%；当地63.3%的家庭拥有纳税资格，平均纳税3,214欧元，低于法国平均水平（3,910欧元）。

## 社会事务

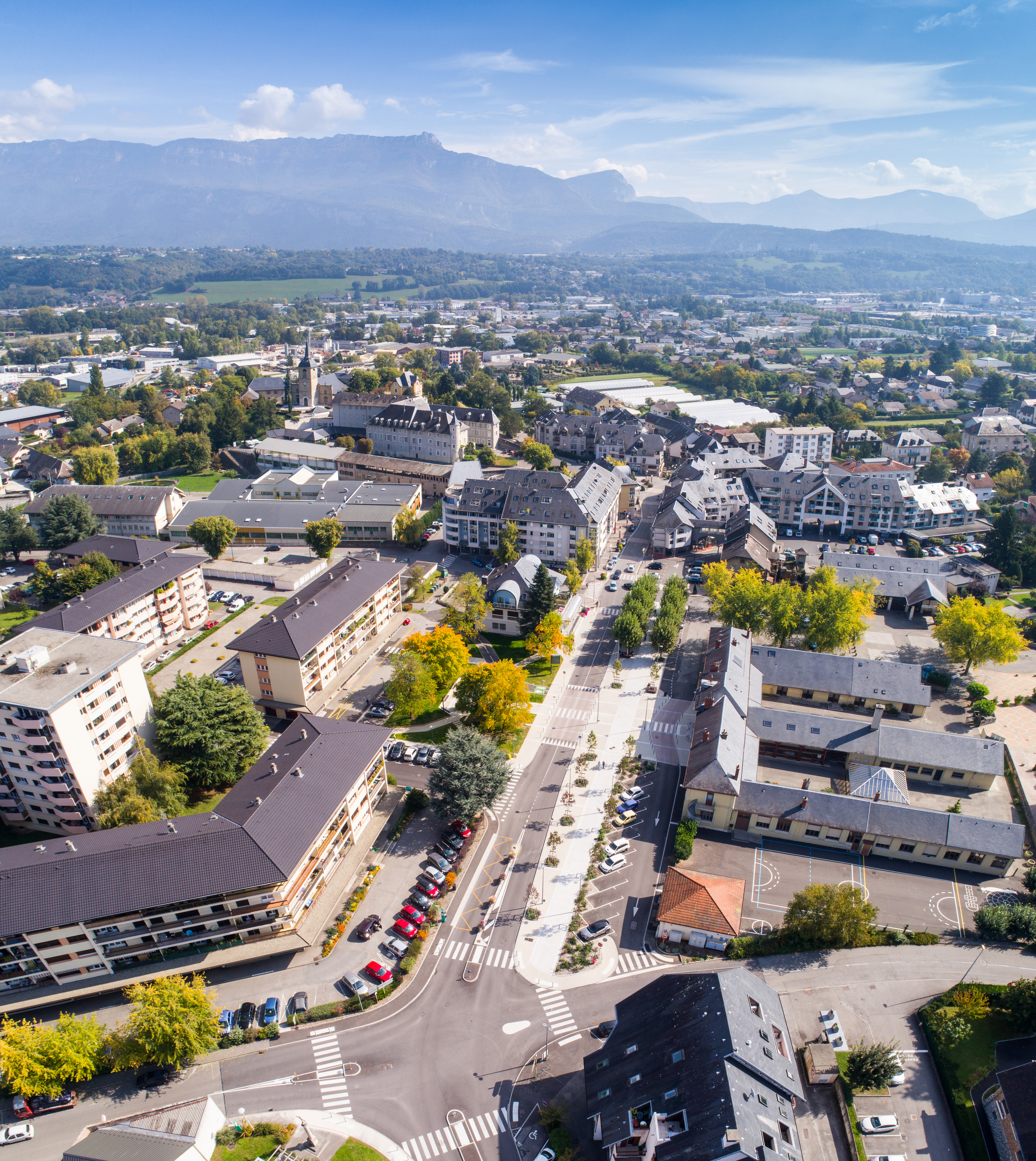
航拍拉莫特塞沃莱克斯镇中心

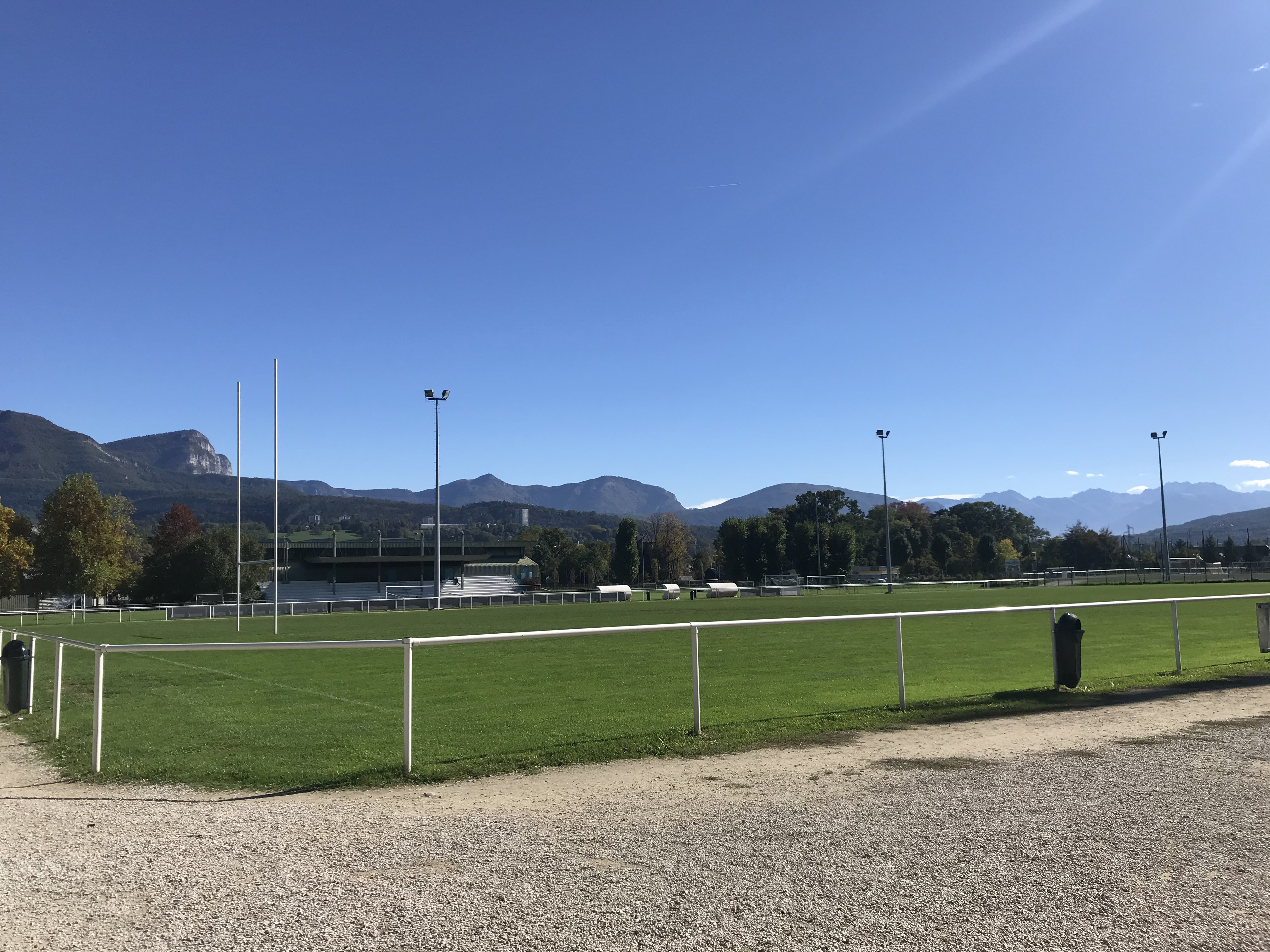
一处足球场

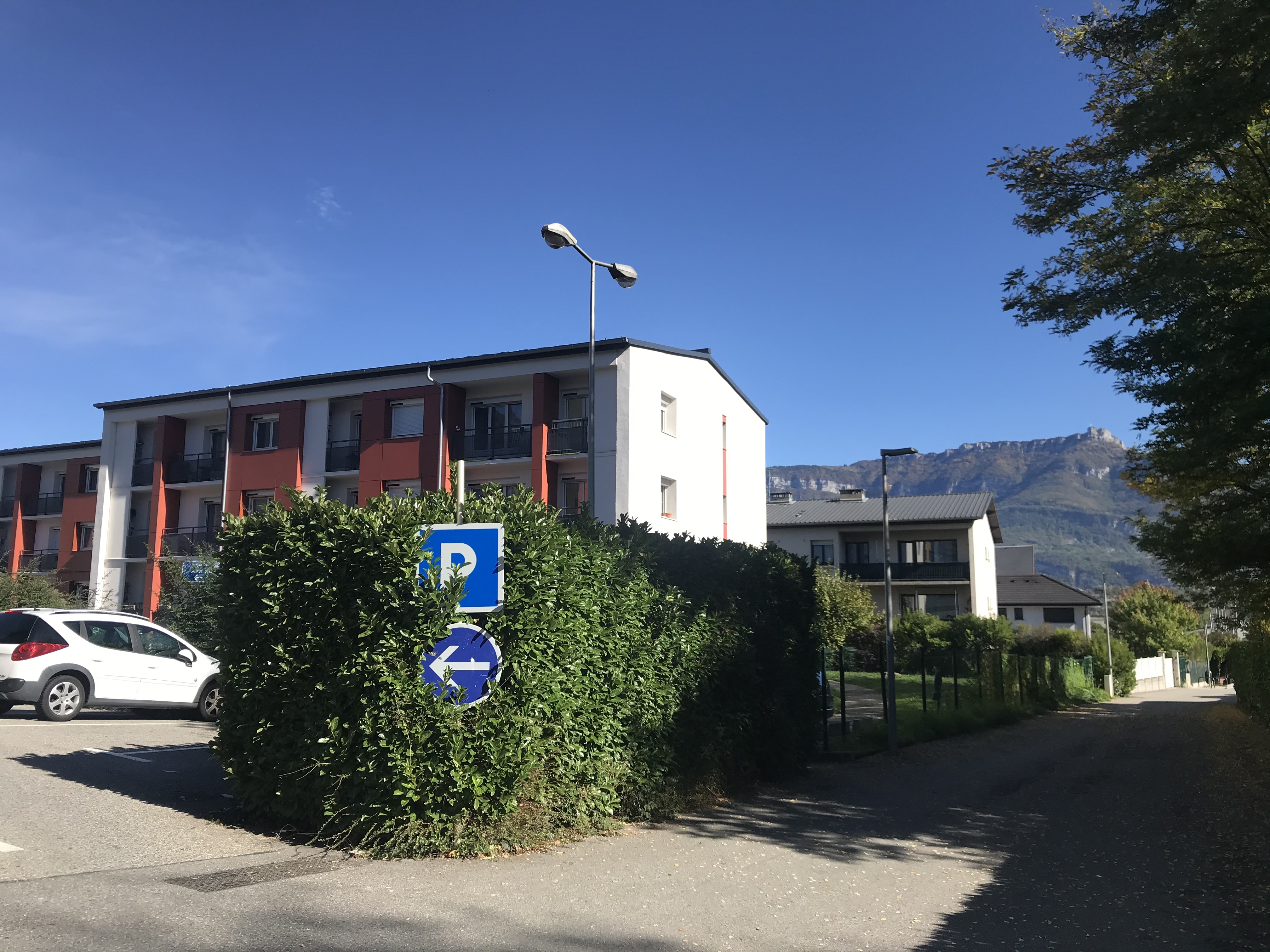
居民区

### 教育
拉莫特塞沃莱克斯属于格勒诺布尔学区。截至2021年1月1日，拉莫特塞沃莱克斯境内共有4所幼儿园、5所小学、2所初级中学、1所农业高中和1所职业高中。2021至2022学年度，拉莫特塞沃莱克斯境内共有在校中等教育阶段学生1,014名。

### 医疗
截至2021年1月1日，拉莫特塞沃莱克斯境内共有全科医生13名、保健师22名、牙医14名、护士17名、眼科医生1名、皮肤科医生1名、助产士3名、儿科医生1名和妇科医生2名。境内共有药房4家、残疾人帮扶中心1家。
距离拉莫特塞沃莱克斯最近的个区域性医疗机构为萨瓦都会中心医院（Centre hospitalier Métropole Savoie），其主病区位于尚贝里，距离拉莫特塞沃莱克斯市区的正常车程大约11分钟，该院设有床位557个，是当地规模最大的公立综合性医院。

### 住房
2019年，拉莫特塞沃莱克斯境内共有各类住房5,937套，其中41.7%为独立式居民区，58.0%为集中式居民区。常住房屋占拉莫特塞沃莱克斯市镇范围内居民建筑总量的94.1%。
在住房保障政策方面，2021年，拉莫特塞沃莱克斯境内共有780户家庭获得了住房经济补助，受益人数占总人口数量的6.3%，其中766份为房租补助。

### 商业
2021年，拉莫特塞沃莱克斯境内共有各类实体商铺268家，其中餐厅25家、大型超市3家、面包房6家、肉铺4家、银行门店11家、美容美发店19家、汽车维修店28家。市区南部建有一家Aldi商场，市区东侧紧邻尚贝里Chamnord商业街区。

### 体育
2021年，拉莫特塞沃莱克斯境内共有4间体育馆、7处网球场、3处马术场、1处足球或橄榄球场以及4处篮球或排球场。
截至2023年7月，拉莫特塞沃莱克斯境内共有两家注册足球俱乐部。拉莫特塞沃莱克斯体育联盟（Union Sportive Motteraine，编号504511）是当地的代表性足球队，成立于1941年，其主队2022至2023赛季参加萨瓦省足球联赛乙组（法国第十级别），其主场为拉乌尔·维约球场（Stade Raoul Villot）。

### 环境
拉莫特塞沃莱克斯的环境事务由其所属的大尚贝里城市圈公共社区联合各级政府协调负责。2021年，拉莫特塞沃莱克斯境内共有2家污染企业。

### 治安
2021年，拉莫特塞沃莱克斯市镇范围内有1处宪兵队。
拉莫特塞沃莱克斯及其附近的共144个市镇是尚贝里国家宪兵队（zone gendarmerie de Chambéry）的管辖范围。2020年，该宪兵队累计记录各类案件4,595起，其中盗窃类案件2,316起，经济类案件824起，毒品交易类案件161起。

## 文化
2021年，拉莫特塞沃莱克斯境内有1家剧场。拉莫特塞沃莱克斯境内建有“两个世界”图书馆（Bibliothèque des deux mondes），每周二、三、五、六向公众开放。

### 建筑
拉莫特塞沃莱克斯境内有多处历史建筑，其中施洗约翰教堂（Église Saint-Jean-Baptiste de La Motte-Servolex）、雷纳克庄园（Domaine Reinach）等为法国国家文物保护单位。

### 旅游
拉莫特塞沃莱克斯的旅游事务由其所属的大尚贝里城市圈公共社区负责。2022年，拉莫特塞沃莱克斯境内共有1家酒店共计48间房间。蓝色法兰西萨瓦广播、Alto广播、勃朗峰8号电视台、《自由多菲内报》等是当地主要的地方性媒体。

### 媒体
法国主要的媒体均可在拉莫特塞沃莱克斯接收，法国电视三台下属的奥弗涅-罗讷-阿尔卑斯大区频道在部分时段播出拉莫特塞沃莱克斯所在萨瓦省的地方新闻。

## 友好城市
截至2023年7月，拉莫特塞沃莱克斯共与一座城市建立了友好城市关系：
- 德国 蒙德尔斯海姆